# Brusthygiene
Unter Brusthygiene versteht man Verhalten zur Vermeidung von Infektionen der Brust, wie sie bei der weiblichen Brust und insbesondere während der Stillzeit von Bedeutung sind, um Irritationen und Infektionen der Brust, insbesondere der Entstehung einer Brustdrüsenentzündung vorzubeugen.
Es wird empfohlen, besonders in der Stillzeit die Brust nur mit gewaschenen Händen zu berühren, um eine Keimübertragung zu vermeiden. Für das Wochenbett und während der Stillzeit gilt die Empfehlung, die Brust einmal täglich mit warmem Wasser und höchstens einer milden Seife zu waschen und dabei Brustwarze und Brustwarzenhof auszusparen.
Die Verwendung trockener Stilleinlagen ist für ein trockenes Milieu der Brustwarzen erforderlich. Stilleinlagen aus Baumwolle, Wolle oder Seide sind besonders luftdurchlässig.
Falsches Anlegen und Ansaugen des Babys an die Brust oder besonders häufiges Stillen kann zu wunden, rissigen Brustwarzen führen. Wunde Brustwarzen bereiten der Mutter Schmerzen beim Stillen. Eine Brustwarzenpflege, bei der nach dem Stillen die letzte Milch auf der Brustwarze belassen wird, verhindert Austrocknung und wirkt antibakteriell und trägt so zur Vermeidung rissiger Brustwarzen bei. Auch frische Luft und Sonne haben antibakterielle Wirkung auf die Brustwarze. Gegebenenfalls beschleunigt eine Lanolinsalbe die Heilung gerissener Brustwarzen.